# Georg Johann Pfeffer
Georg Johann Pfeffer (Berlín, Alemania; 1854-1931) fue un zoólogo alemán, principalmente un malacólogo, un científico que estudia los moluscos. 

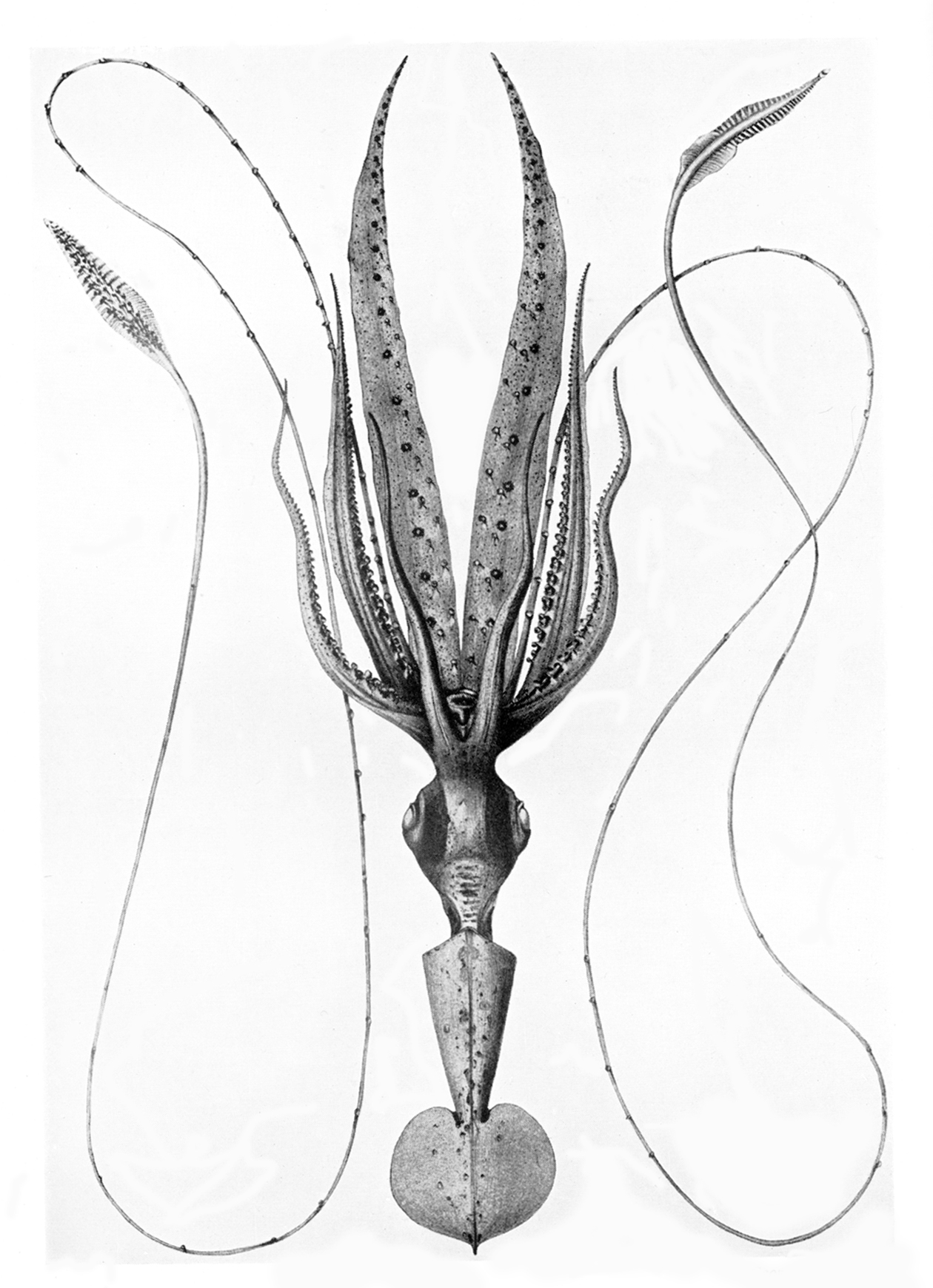
Ilustración del calamar de brazos largos, Chiroteuthis veranyi (Férussac, 1835), de G.J. Pfeffer (1912).

## Biografía
Pfeffer nació en Berlín en 1854. En 1887 se convirtió en conservador del Museo de Historia Natural de Hamburgo, que fue establecido en 1843 y destruido durante la Segunda Guerra Mundial. Los escritos publicados de Pfeffer fueron principalmente sobre cefalópodos. Pfeffer trabajó allí como curador y publicó trabajos científicos principalmente sobre cefalópodos . Describió, entre otras cosas, las lámparas milagrosas (Lycoteuthis). Pfeffer intentó simplificar aún más la enseñanza de Darwin. Comentó lo siguiente:
“La lucha por la existencia elimina todas las piezas malas y permite que sobrevivan algunos de los individuos promedio de la especie; Los cambios en las condiciones de vida externas cambian la especie al cambiar el promedio de las piezas supervivientes, imponiendo así una impresión general diferente sobre la masa de la especie y haciéndola aparecer a los parientes como un paso, variedad o especie diferente. La parte restante de la doctrina de Darwin, a saber, la reproducción gradual de los nuevos pases y especies, parece innecesaria; el principio original de Darwin de la supervivencia del accesorio es suficiente para comprender los posibles cambios de forma ".
- Georg Pfeffer : Negociaciones de la Sociedad Zoológica Alemana. Pág. 77

### Registros y Homenajes
El Registro Mundial de Especies Marinas tiene 133 especies nombradas por Pfeffer. Pfeffer también estudió anfibios y reptiles , nombrando muchas especies nuevas. Dos especies fueron nombradas en su honor:  Calamaria pfefferi y Trioceros pfefferi.